# Tĩnh học

Ví dụ về hệ đòn ở trạng thái cân bằng tĩnh. Tổng các lực và mô men đều bằng zero.

Tĩnh học là một phân nhánh của vật lý liên quan đến việc phân tích các tải (lực, mô men lực) trên một hệ vật ở trạng thái cân bằng tĩnh, có nghĩa là, trong trạng thái mà vị trí của tương đối giữa các thành phần trong hệ là không thay đổi theo thời gian, hoặc khi các thành phần và cấu trúc đang ở trạng thái đứng yên. Khi ở trong trạng thái cân bằng tĩnh, hệ có thể đang đứng yên, hoặc khối tâm của nó đang di chuyển với vận tốc đều.
Theo định luật hai Newton, trạng thái này có nghĩa là tổng ngoại lực và mô men lực trên mỗi vật trong hệ là bằng 0, có nghĩa là với bất kỳ một lực nào tác động lên vật, phải có một lực bằng về độ lớn và ngược chiều cũng tác động lên vật. Từ ràng buộc này, những đại lượng như nén hay áp lực có thể được suy ra. Tổng ngoại lực bằng 0 được biết với tên điều kiện cân bằng thứ nhất, và tổng mô men lực bằng 0 được biết với tên điều kiện cân bằng thứ hai.
Tĩnh học được dùng nhiều trong việc phân tích các cấu trúc, ví dụ trong kỹ thuật kiến trúc và cấu trúc. Sức bền vật liệu là một lĩnh vực liên quan trong cơ học dựa chủ yếu trên việc ứng dụng cân bằng tĩnh.
Thủy tĩnh học, còn được biết đến với tên tĩnh học chất lỏng, là một ngành nghiên cứu chất lỏng ở trạng thái đứng yên. Ngành này phân tích các hệ ở trạng thái cân bằng tĩnh trong đó có các lực sinh ra do chất lỏng cơ học. Đặc tính của bất kỳ chất lỏng nào ở trạng thái đứng yên là lực tác động lên bất kỳ phần nào của chất lỏng cũng bằng nhau theo mọi hướng. Nếu lực là không bằng nhau chất lỏng sẽ chảy theo hướng của tổng lực. Khái niệm này được công thức hóa lần đầu tiên ở dạng mở rộng một ít bởi nhà toán học và triết học người Pháp Blaise Pascal vào năm 1647 sau đó được biết đến với tên Định luật Pascal. Định luật này có nhiều ứng dụng quan trọng trong thủy lực học. Archimedes, Abū Rayhān al-Bīrūnī, Al-Khazini và Galileo Galilei cũng là những nhân vật lớn trong sự phát triển của ngành thủy tĩnh học.
Trong kinh tế, phân tích "tĩnh" có cùng ý nghĩa vật chất như trong vật lý. Từ thời kỳ Foundations of Economic Analysis của Paul Samuelson vào năm 1946, người ta tập trung vào "tĩnh học tương đối", tức là, so sánh một cân bằng tĩnh với một cân bằng tĩnh khác, mà không hoặc ít bàn tới quá trình hoạt động giữa chúng – trừ việc ghi chú lại các thay đổi ngoại sinh gây ra chuyển động.